# Lajas (Porto Rico)
Pour les articles homonymes, voir Lajas.
La municipalité de Lajas, sur l'île de Porto Rico (Code International : PR.LJ) couvre une superficie de 157 km² et regroupe 23 334 habitants en 2020.